# Équipe des Samoa de rugby à sept
L'équipe des Samoa de rugby à sept est l'équipe qui représente les Samoa dans les principales compétitions internationales de rugby à sept au sein des World Rugby Sevens Series, de la Coupe du monde de rugby à sept et des Jeux du Commonwealth.

## Palmarès
- Coupe du monde
  - 1993 (Écosse): Quart de finale
  - 1997 (Hong Kong): Demi-finale
  - 2001 (Argentine): Quart de finale
  - 2005 (Hong Kong): 9e (vainqueur de Plate)
  - 2009 (Émirats arabes unis) : Demi-finale
  - 2013 (Russie) : 10e
  - 2018 (San Francisco, États-Unis) : 13e

- Vainqueur du World Rugby Sevens Series en 2010
- Étapes remportées (10)
  - Vainqueur de l'étape de Nouvelle-Zélande en 2007
  - Vainqueur de l'étape de Hong Kong en 2007, 2010
  - Vainqueur de l'étape de Londres en 2008
  - Vainqueur de l'étape des États-Unis en 2010, 2012
  - Vainqueur de l'étape d'Australie en 2010
  - Vainqueur de l'étape d'Écosse en 2010
  - Vainqueur de l'étape de Dubaï en 2012
  - Vainqueur de l'étape de France en 2016

- Championnat d'Océanie (5) : 2008, 2009, 2011,  2013 et 2024.

## Effectif actuel
- Alefosio Tapili
- Faalemiga Selesele
- Siaosi Asofolau
- Savelio Ropati
- Ed Fidow
- Phoenix Hunapo-Nofoa
- Alex Samoa
- Tomasi Alosio
- Tila Mealoi
- Samoa Toloa
- Belgium Tuatagaloa
- Alamanda Motuga

## Joueurs emblématiques
Joueurs élus meilleur joueur international de rugby à sept par World Rugby
- Uale Mai en 2006
- Mikaele Pesamino en 2010